# Tuomo Pekkanen

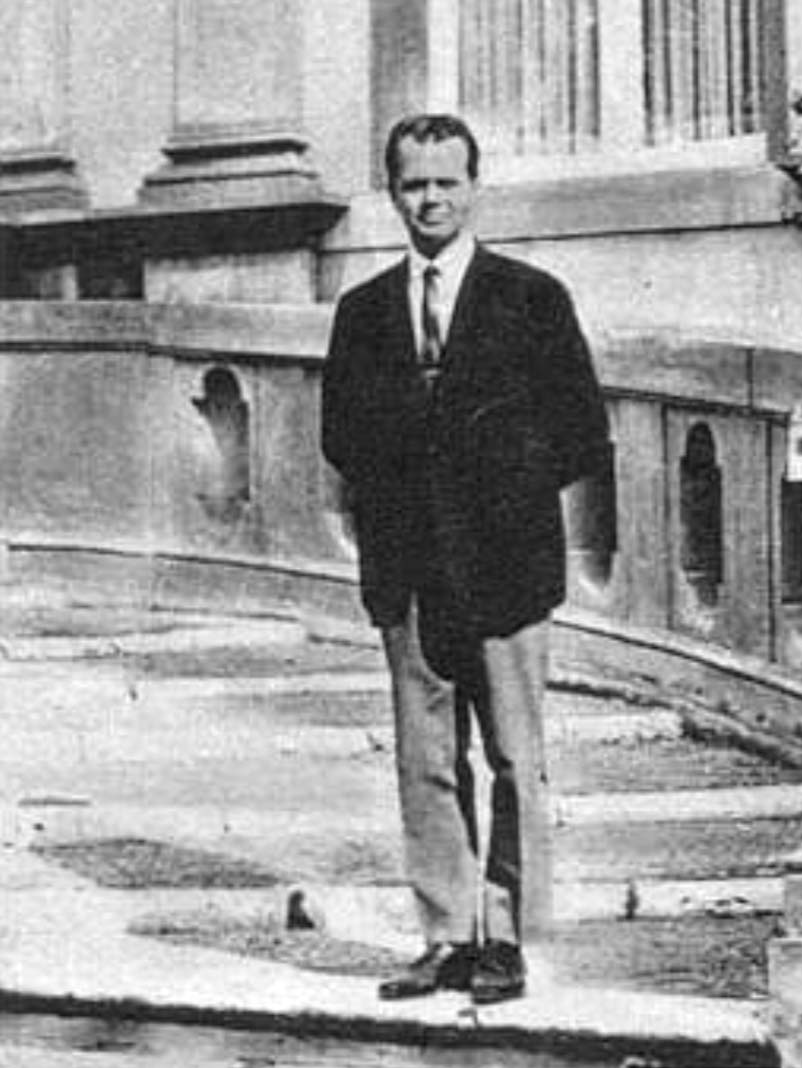
Tuomo Pekkanen (1970)

Tuomo Antero Pekkanen, lateinisch Thomas Pekkanen, (geboren am 16. Juli 1934 in Saari (heute Parikkala), Finnland) ist ein finnischer Latinist und Autor neulateinischer Literatur.
Tuomo Pekkanen wurde 1968 mit der Arbeit The Ethnic Origin of the Δουλοσπόροι an der Universität Helsinki promoviert. Von 1969 bis 1972 war er Direktor des Institutum Romanum Finlandiae in Rom und erforschte in dieser Zeit die ältesten Zeugnisse zu den finnischen Stämmen. Ergebnis dieser Forschungen waren die mit Pentti Aalto verfassten „Latin sources on North-eastern Eurasia“. Pekkanen ist emeritierter Professor der Universität Jyväskylä, an der er Latinistik lehrte. Neben einem umfangreichen Werk vor allem in lateinischer Sprache übersetzte er 1986 im Auftrag des finnischen Staates das Nationalepos der Finnen, das Kalevala mit seinen 22.795 Versen, ins Lateinische. Mit diesem Werk stellte er sich ganz in die Tradition der großen Autoren des Humanistischen Lateins.
Die lateinische Sprache zu fördern und ihre Kenntnis zu verbreiten, geht Pekkanen auch ungewöhnliche Wege. So schrieb er die Texte für eine finnische Jazzband namens „Reine Rimon Eiusque Papae Fervidissimi“ („Reine Rimon and Her Hot Papas“) – freie Bearbeitungen von Gedichten des Horaz und des Catull. Pekkanen regte eine Nachrichtensendung in lateinischer Sprache an, die als Nuntii Latini („lateinische Nachrichten“) seit dem 1. September 1989 vom finnischen Radiosender Yleisradio ausgestrahlt und von Pekkanen sowie Reijo Pitkäranta redaktionell betreut wird. Von 1992 bis 1999 wurden die Beiträge eines Jahres auch in gedruckter Form vorgelegt. Im Jahr 2006 gab er mit Reijo Pitkäranta ein neulateinisches Wörterbuch Finnisch-Latein-Finnisch heraus.
Pekkanen ist seit 1968 Mitglied der Academia Latinitati Fovendae und gehört zu den ersten, von Pietro Romanelli berufenen Mitgliedern. Im Jahr 1996 führte er an der Universität Jyväskylä deren neunten Kongress durch, über den in lateinischer Sprache im finnischen Fernsehen berichtet wurde. Aufgrund der überaus erfolgreichen Durchführung des Kongresses und der damit verbundenen öffentlichen Aufmerksamkeit wurde Pekkanen 1998 zunächst Vizepräsident der Akademie, da die Statuten der Akademie nur Italiener für die Position zuließen. Nach einer Satzungsänderung wurde Pekkanen 2010 ihr Präsident.

## Schriften (Auswahl)
- The Ethnic Origin of the Δουλοσπόροι. Akateeminen Kirjakauppa, Helsinki 1968.
- Mit Pentti Aalto: Latin sources on North-eastern Eurasia. Zwei Bände. Harrassowitz, Wiesbaden 1975/1980.
- Ars grammatica: Latinan kielioppi. Gaudeamus, Helsinki 1981.
- Kalevala latina: carmen epicum nationis Finnorum. Societas Kalevalensis, Helsinki 1986.
- Mit Reijo Pitkäranta: Nuntii Latini. Fünf Bände. Suomalaisen Kirjallisuuden Seura, Helsinki 1992–1999.
- Carmina viatoris. Leuven University Press, Leuven 2005.
- Mit Reijo Pitkäranta: Nykylatinan sanakirja: suomi-latina-suomi (= Lexicon hodiernae latinitatis: finno-latino-finnicum). Suomalaisen Kirjallisuuden Seura, Helsinki 2006.